# Tomrair mac Ailchi
Tomrair mac Ailchi o Thormod/Thorir Helgason (... – post 922) è stato il jarl vichingo che rifondò la preesistente piccola base norrena di Limerick trasformandola in un potente regno nel 922. Secondo le saghe giunse a Limerick nel cuore della notte, a capo di una grande flotta la cui provenienza era incerta.
Del pari incerta è la genealogia di Tomrair. Si può solo asserire con certezza che non apparteneva alla sippe degli Uí Ímair del Regno di Dublino dei quali divenne ben presto il principale avversario.